# Jimmy Akin

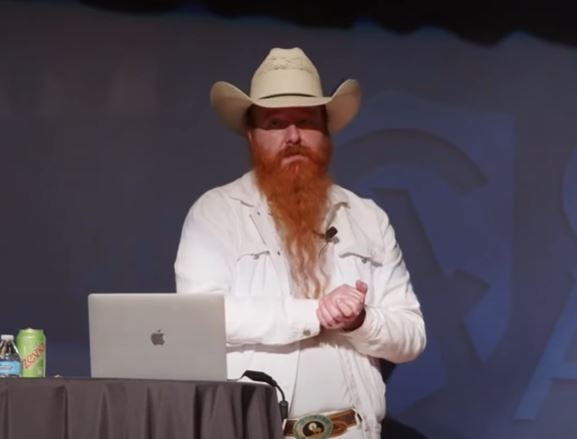
Jimmy Akin während seiner Debatte mit Bart Ehrman 2022

Jimmy Akin (* 1965 in Corpus Christi, Texas) ist ein US-amerikanischer römisch-katholischer Apologet, Autor, Redner und Podcaster. Er arbeitet seit 1993 für Catholic Answers und ist Autor mehrerer Bücher und hunderter Online-Artikel.

## Biografie
Nach seiner Geburt in Corpus Christi, Texas im Jahr 1965 wuchs Jimmy Akin nominell als Protestant in Fayetteville, Arkansas auf. Als Teenager bekam er Interesse an der New-Age-Bewegung. Während seiner Studienzeit bewegten ihn die Predigten des Fernsehpredigers Eugene „Gene“ Scott zurück zum Christentum. Er wurde Mitglied einer presbyterianischen Kirche und hatte vor, Pastor oder Seminarprofessor zu werden.
Kurz danach lernte er seine zukünftige Ehefrau Renee Humphrey kennen. Sie war getaufte Katholikin, vertrat allerdings viele Überzeugungen der New-Age-Bewegung. Die beiden heirateten 1988. Während ihrer Beziehung kehrte Renee zum Katholizismus zurück. Mit der Absicht, seine Frau vom katholischen Glauben abzubringen, begann Akin detailliert den Katholizismus zu studieren, kam dabei allerdings zur Überzeugung, dass dieser wahr ist. Er konvertierte daraufhin und trat 1992 offiziell der katholischen Kirche bei. Kurz darauf starb Renee an Darmkrebs.
Er arbeitet als Senior Apologist für Catholic Answers. Seine akademische Schulung absolvierte er im Bereich der Philosophie. In der Theologie ist er Autodidakt und hat sich sein Wissen in den Bereichen Apologetik, Bibelkunde, Liturgie, Kanonisches Recht und anderen Disziplinen selbst angeeignet.
Jede Woche ist er beim nationalen Radioprogramm Catholic Answers Live zu Gast und beantwortet Fragen der Hörer zum katholischen Glauben. Ebenfalls schreibt er regelmäßig Artikel für das Catholic Answers Magazine und ist nebenbei Blogger und Podcaster.
Seit 2018 betreibt Akin den Dokumentar-Podcast Jimmy Akin’s Mysterious World, in dem er zusammen mit Co-Moderator Domenico Bettinelli mysteriöse und paranormale Fälle untersucht und versucht aufzuklären.
Er war Teilnehmer mehrerer Debatten und verteidigte dabei die Integrität des katholischen Glaubens. Im März 2022 debattierte er mit dem Religionswissenschaftler Bart D. Ehrman über die historische Zuverlässigkeit der Evangelien.

## Schriften (Auswahl)
- The Salvation Controversy. Catholic Answers Press 2001. ISBN 978-1-888992-18-2
- The Fathers Know Best: Your Essential Guide to Early Christian Teaching. Catholic Answers Press 2010. ISBN 978-1-933919-34-8
- Mass Revision: How the Liturgy Is Changing and What It Means for You. Ignatius Press, 2011. ISBN 978-1-933919-45-4
- The Drama of Salvation: How God Rescues You from Your Sins and Delivers You to Eternal Life. Catholic Answers Press 2015. ISBN 978-1-941663-12-7
- A Daily Defense: 365 Days (plus one) to Becoming a Better Apologist Catholic Answers Press 2016. ISBN 978-1-68357-004-2
- Teaching with Authority: How to Cut Through Doctrinal Confusion & Understand What the Church Really Says. Catholic Answers Press 2018. ISBN 978-1-68357-094-3
- The Bible Is A Catholic Book. Catholic Answers Press 2019. ISBN 978-1-68357-141-4